# Winfried Woesler
Winfried Woesler (* 14. April 1939 in Breslau) ist ein Literaturwissenschaftler und Hochschullehrer.

## Leben
Woesler legte 1958 am Humanistischen Gymnasium in Coesfeld das Abitur ab. Er studierte bis 1967 in Münster, München und Tübingen Germanistik, Latein und Biologie. Nach Aufnahme in die Studienstiftung des Deutschen Volkes promovierte er 1967 in Münster über Annette von Droste-Hülshoff. Von 1968 bis 1981 war er Akademischer Rat (später Oberrat) am Germanistischen Institut der Universität Münster. Er erhielt ein Habilitandenstipendium der Deutschen Forschungsgemeinschaft (DFG), das von 1973 bis 1975 lief. Von 1977 bis 1978 übernahm er die Vertretung des Lehrstuhls „Theorie der Literatur und Geschichte der neueren Literatur“ an der Universität Osnabrück, ehe er sich 1978 im Fachbereich „Kommunikation und Ästhetik“ der Universität Osnabrück habilitierte. Es folgte die Ernennung zum Privatdozenten. 1981 wurde Woesler zum Professor für „Literaturwissenschaft mit dem Schwerpunkt Neue deutsche Literatur“ an der Universität Osnabrück ernannt (C 3). Er war ab 1990 Fachbereichsbeauftragter für den Aufbaustudiengang Editionswissenschaft in Osnabrück. Von SS 1987 bis WS 87/88 und SS 2001 bis WS 2001/02 war er Dekan des Fachbereiches „Sprach- und Literaturwissenschaft“; von SS 1988 bis WS 1988/89 und SS 2002 bis WS 2002/03 Prodekan. Von 1988 bis 2004 leitete er die universitäre „Möser-Dokumentationsstelle“, die mit seiner Emeritierung im Jahr 2004 aufgelöst wurde. Sein Sohn ist der Sinologe Martin Woesler (* 1969).
Seit 2011 ist Woesler Ehrenmitglied der Droste-Gesellschaft, deren Erster Vorsitzender er von 1994 bis 2009 gewesen ist. Auch noch nach seiner Emeritierung leitete er Lehrveranstaltungen, zuletzt im Sommersemester 2023 am Institut für Germanistik der Universität Osnabrück.

## Mitgliedschaften
- Seit 1982 ordentlichen Mitglied der Historischen Kommission für Westfalen
- 1987–1999 Vorsitzender des von der Historischen Kommission für Westfalen gebildeten Ausschusses 10 B „Ausschuss für Literaturgeschichte“.
- 1988–2004 Vorsitzender der „Justus Möser Gesellschaft“, einer Sektion im Historischen Verein Osnabrück.
- 1994–2009 Vorsitzender der „Annette von Droste-Gesellschaft“, Münster.
- Seit 1999 Mitglied der Literaturkommission für Westfalen.

## Herausgeber / Editionen
- 1970–1980 Korrespondent und Bandbearbeiter der Heine-Säkularausgabe in Weimar.
- 1977–2000 Herausgeber der Historisch-kritischen Gesamtausgabe Annette von Droste-Hülshoff (gefördert durch die DFG und Wissenschaftsministerium NRW)[4]
- Seit 1987 Herausgeber des editionswissenschaftlichen Jahrbuchs „editio“, seit 1999 Mitherausgeber.
- Seit 1991 Herausgeber der „Beihefte zu editio“.
- 1987–1999 Vorsitzender des Wissenschaftlichen Beirats der Historisch-kritischen Ausgabe Georg Büchner.
- Seit 2001 Mitherausgeber des Jahrbuch für Internationale Germanistik.

## Schriften
Auf seiner Homepage listet Woesler 65 selbständige Publikationen und 139 Beiträge bzw. Aufsätze auf. Die Gesamtzahl seiner einzeln aufgeführten Veröffentlichungen (inklusive Rezensionen und Berichte) beträgt 369. Zahlreiche Beiträge Woeslers enthält auch die Bibliographie zur Editionswissenschaft der Arbeitsgemeinschaft philosophischer Editionen der Allgemeinen Gesellschaft für Philosophie in Deutschland.